# Parmelia novae-zelandiae
Parmelia novae-zelandiae är en lavart som beskrevs av Hale. Parmelia novae-zelandiae ingår i släktet Parmelia och familjen Parmeliaceae.   Inga underarter finns listade i Catalogue of Life.